# ياسين (اسم)
ياسين اسم عربي وقيل حبشي وهو يدل على الشخصية شديدة التعامل والحرص.

## معنى الاسم
ياسين هو اسم يطلق على الذكور ويقال انه اسم عربي  وقيل أيضاً إنّه اسمٌ حبشيّ ومعناه يا رجل ويقال ايضاً إنه يعني يا سامع، وهو لفظ قرآني مبارك. يظن البعض أنه من أسماء الرسول صلى الله عليه وسلم، ولكن لا يوجد دليل على ذلك. ويدلّ اسم ياسين في علم النّفس على شخصيّة صعبة وشديدة في التّعامل ويكتب اسم ياسين حسب ما ينطق به، وليس كما يفعل بعض النّاس ويكتبونه بحرفي الياء والسّين.

## ذكر ياسين في القرآن
اسم ياسين  مقتبس من القرآن الكريم من سورة يس في: ﴿يس ۝١ وَالْقُرْآنِ الْحَكِيمِ ۝٢ إِنَّكَ لَمِنَ الْمُرْسَلِينَ ۝٣﴾ [يس:1–3]. وهو من فواتح السّور.

## شخصيات مشهورة تحمل اسم ياسين
- ياسين بقوش ممثل سوري
- ياسين إسماعيل ياسين ممثل مصري
- ياسين إبراهيمي لاعب كرة قدم جزائري
- ياسين بونو لاعب كرة قدم مغربي
- ياسين العمري مؤرخ وشاعر عراقي
- ياسين ادريويش : MVP Microsoft
- ياسين سَعِيِد نُعْمان الشَّعْبي سياسي ودبلوماسي يمني، سفير الجمهورية اليمنية في المملكة المتحدة سابقاً